# Герардини, Томмазо
Томмазо Герардини, при крещении Джован Томазо (итал. Tommaso Gherardini, Giovan Tomaso; 21 декабря 1715, Флоренция, Тоскана — 1797, Флоренция) — итальянский живописец флорентийской школы. Мастер квадратур (иллюзорных росписей в архитектуре с «обманом зрения»).

## Биография
Томмазо был сыном Антонио Гасперо Герардини и Марии Розы Дионвиры Казиголи и не является родственником более известного флорентийского художника Алессандро Герардини, он обучался рисованию и живописи сначала у скульптора Джузеппе Пьямонтини, а затем у живописца Винченцо Меуччи.
В 1741 году его ученичество завершилось зачислением в Академию рисунка (Accademia delle arti del disegno) во Флоренции, организованной в 1561 году Джорджо Вазари. Примерно с 1750 года Томмазо Герардини много работал, особенно как художник-фрескист, благодаря стилю, сочетавшему неоклассицизм с эмилианскими и римскими нововведениями, что гарантировало ему значительный успех.
Он неоднократно выполнял заказы семьи Медичи, например, по созданию фресок на вилле Поджо Империале. Он часто сотрудничал с Джузеппе Антонио Фаббрини и Джулиано Трабаллези.

## Галерея

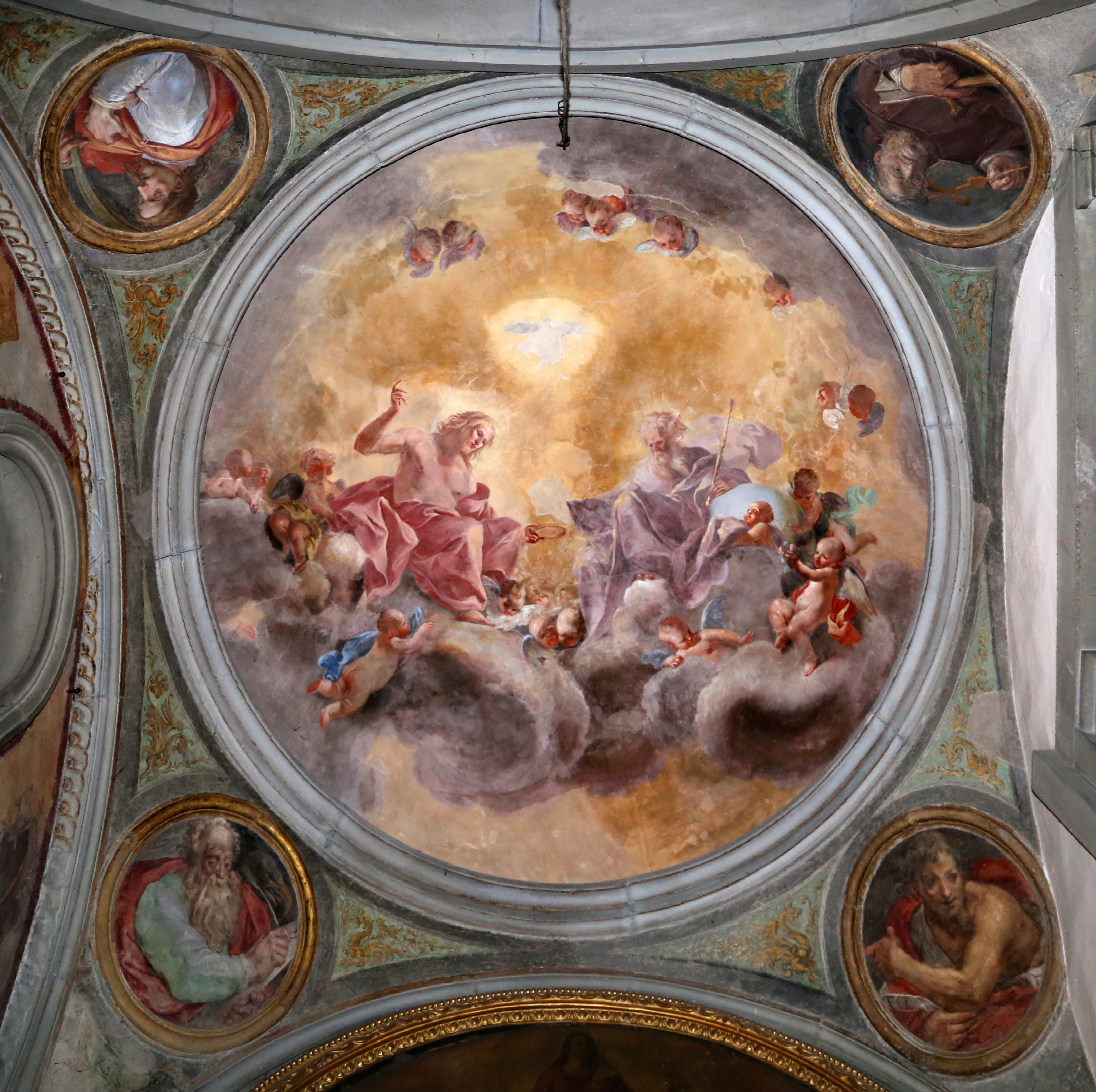
Святая Троица. Роспись купола Капеллы Каньяни. Церковь Санта-Феличита, Флоренция
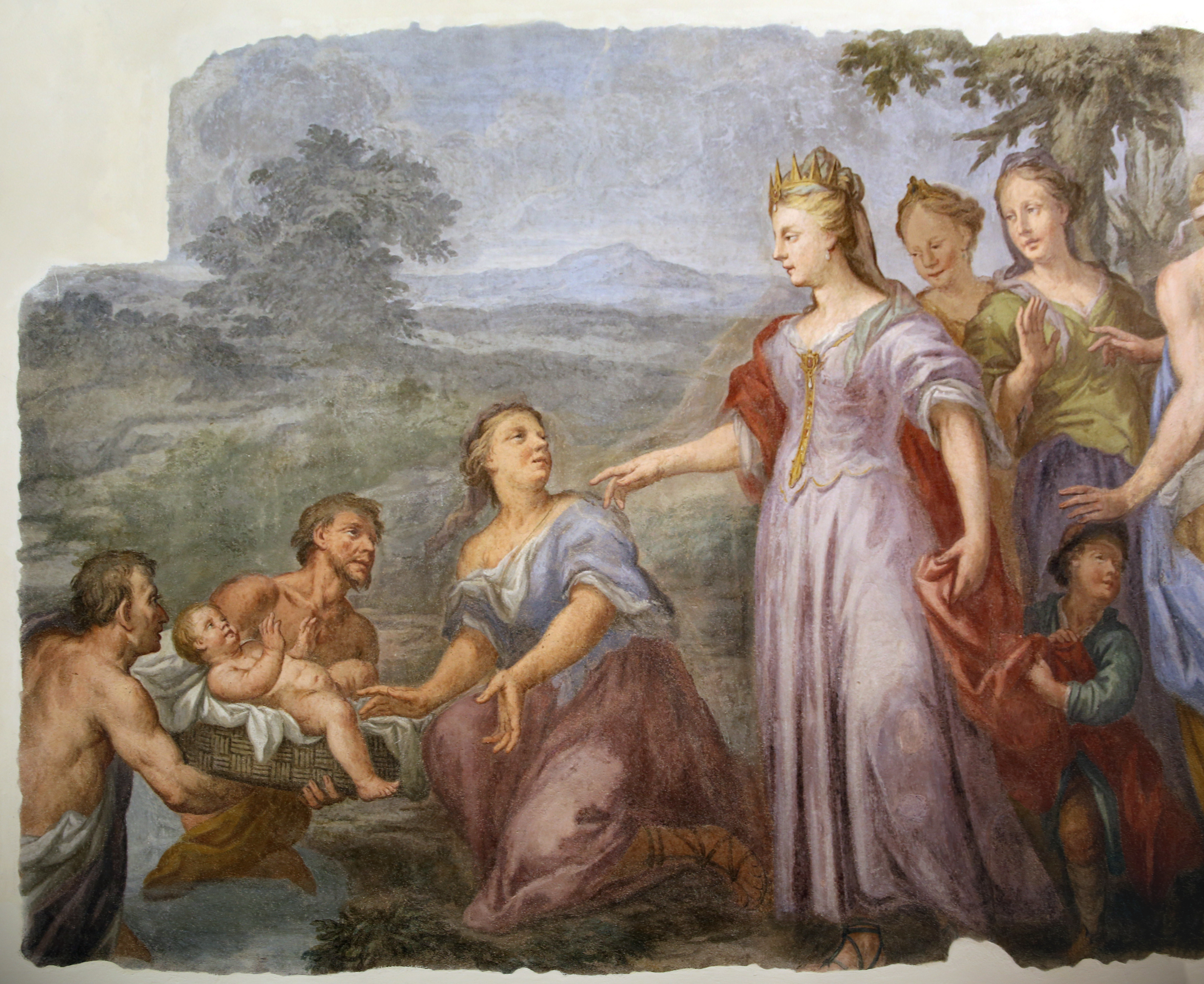
Нахождение Моисея. Ок. 1750. Фреска. Палаццо Альтовити-ди-Порта-Росса, Флоренция
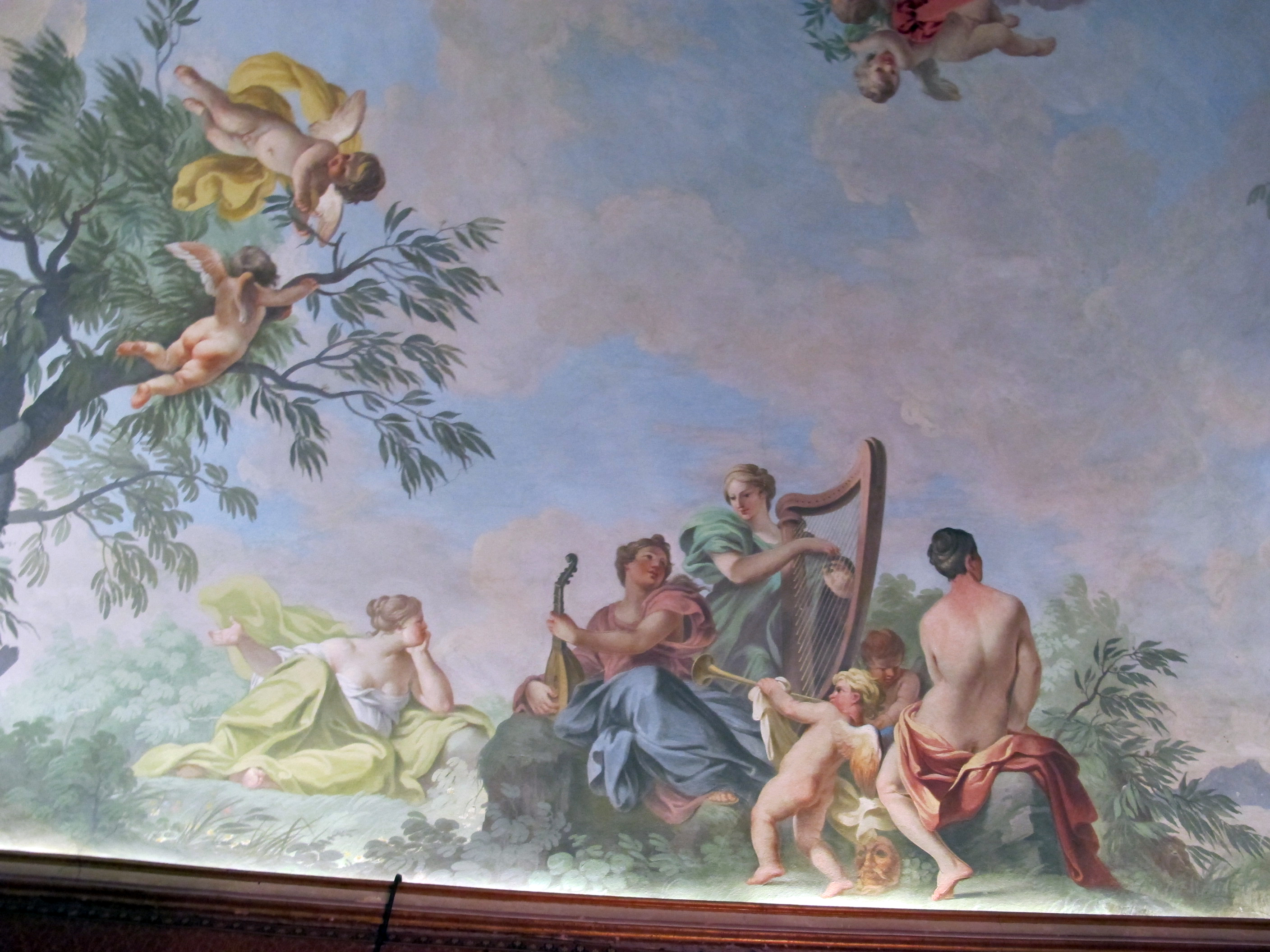
Тосканский Парнас. Роспись плафона. Каза Мартелли, Флоренция
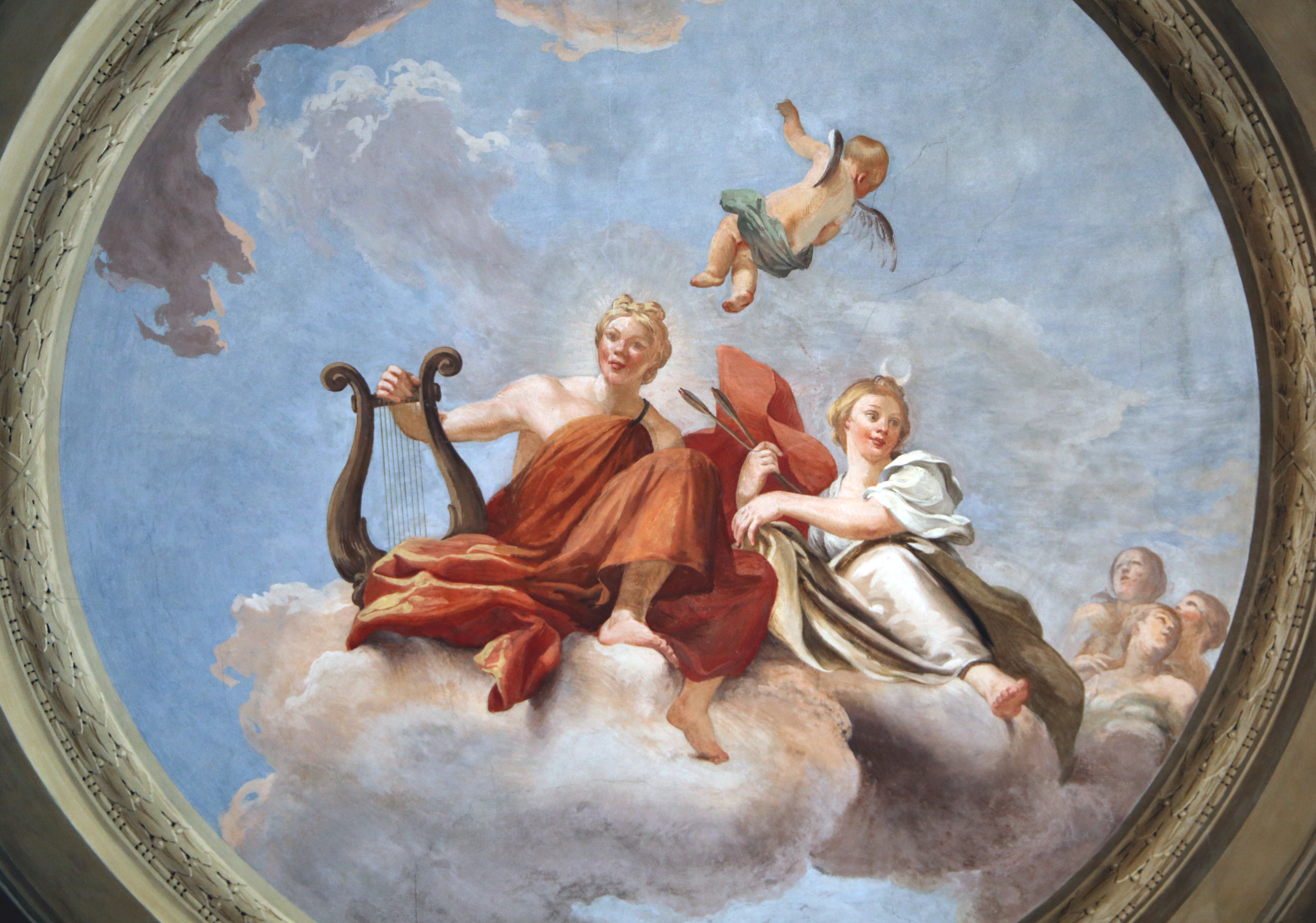
Аполлон и Артемида. Роспись плафона галереи «Боги Олимпа». 1783. Палаццо Портинари-Сальвиати, Флоренция
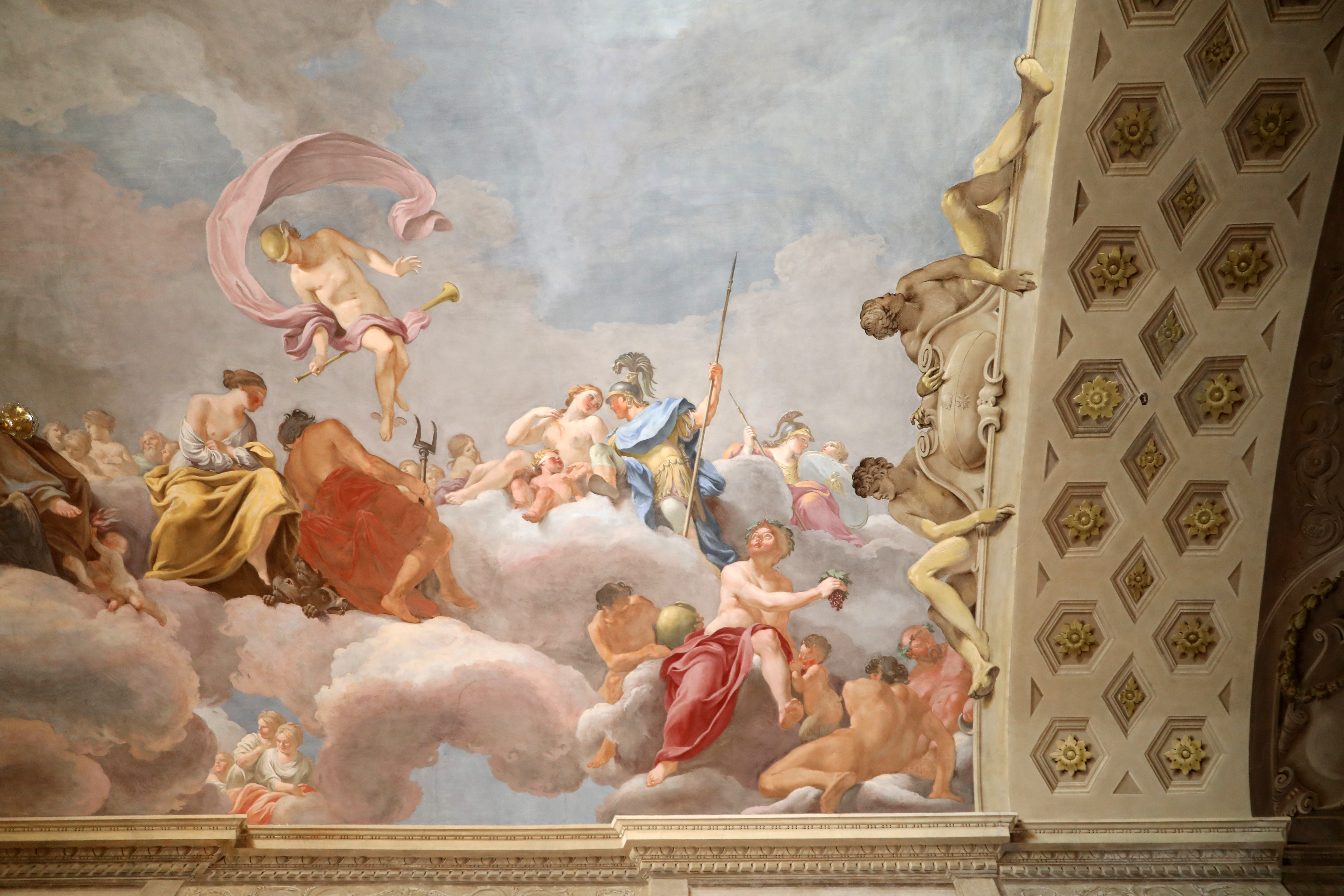
Меркурий, Венера, Марс и Бахус. Роспись плафона галереи «Боги Олимпа». 1783. Палаццо Портинари-Сальвиати, Флоренция
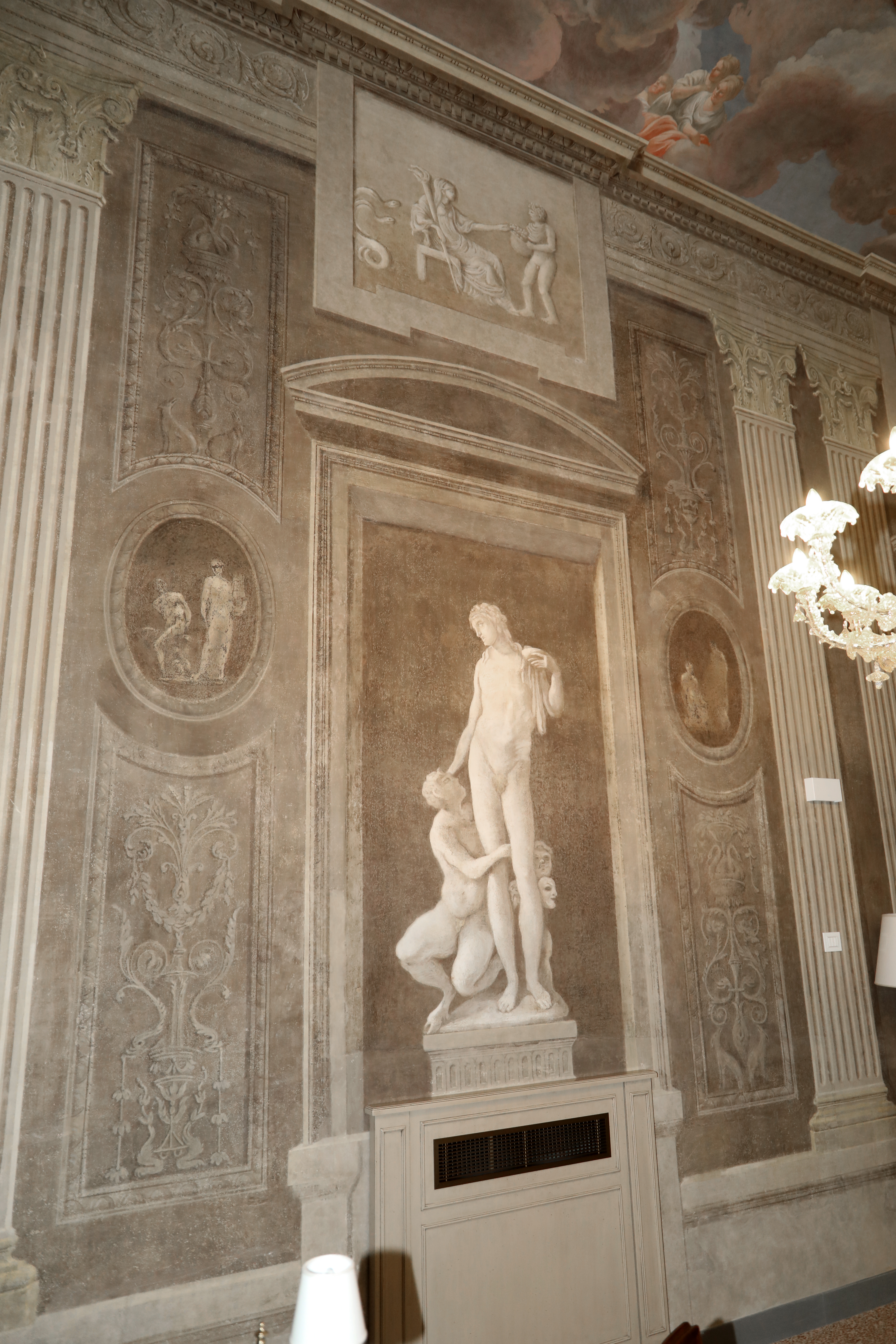
Бахус и Амфело. Деталь росписи галереи «Боги Олимпа». 1783
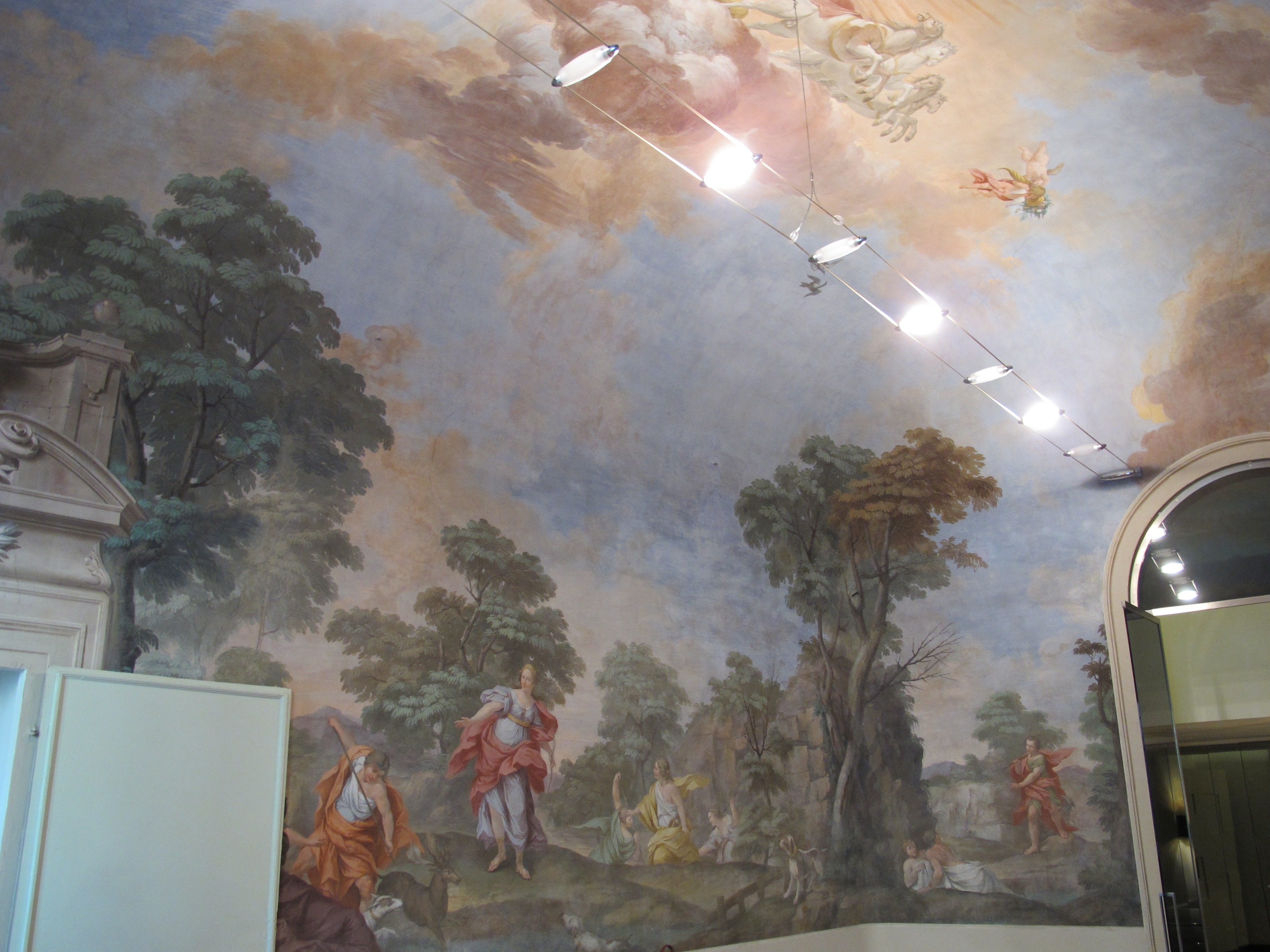
Роспись вестибюля («Пейзажного зала») Палаццо Драгоманни, Флоренция
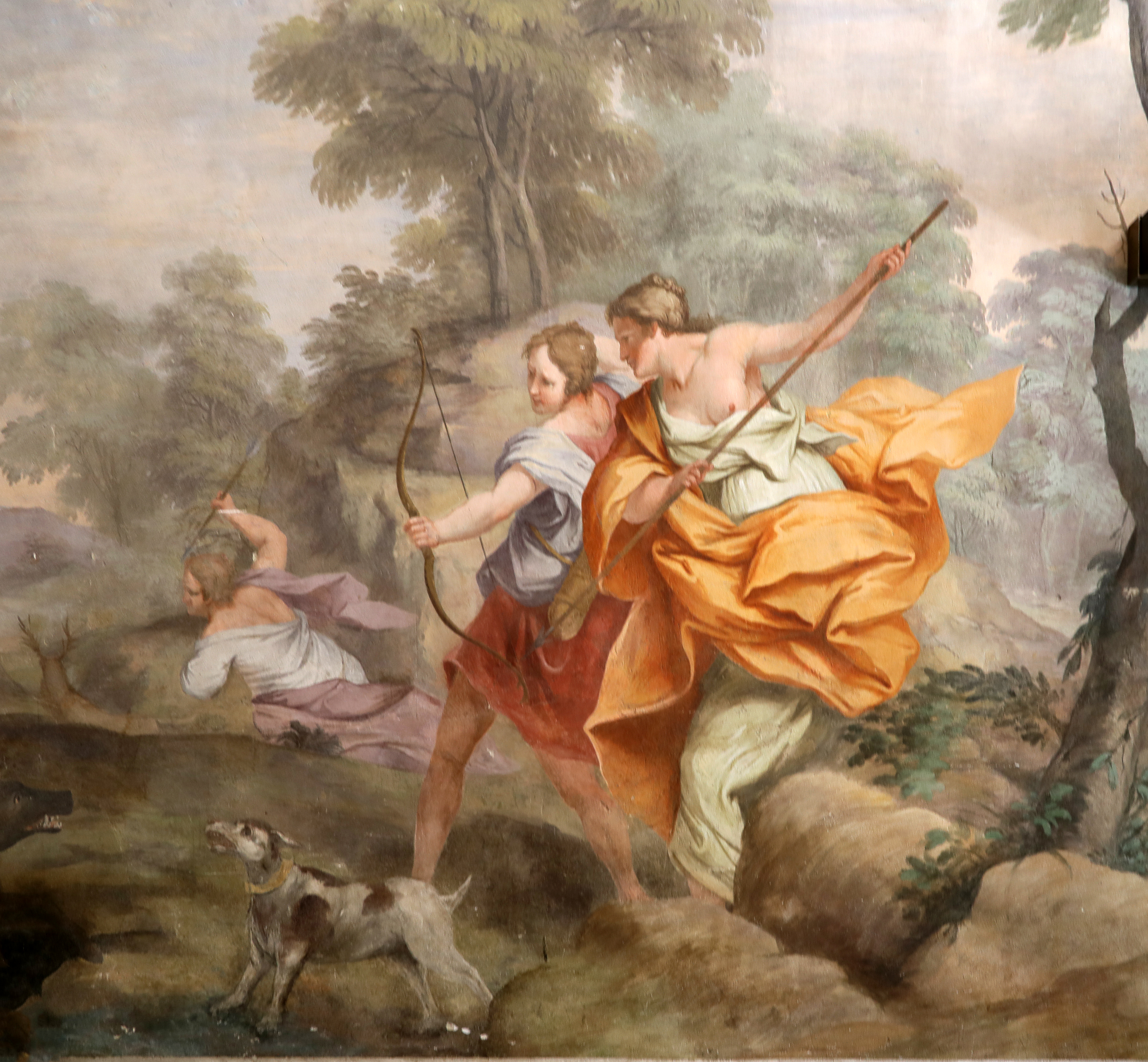
Детали росписи
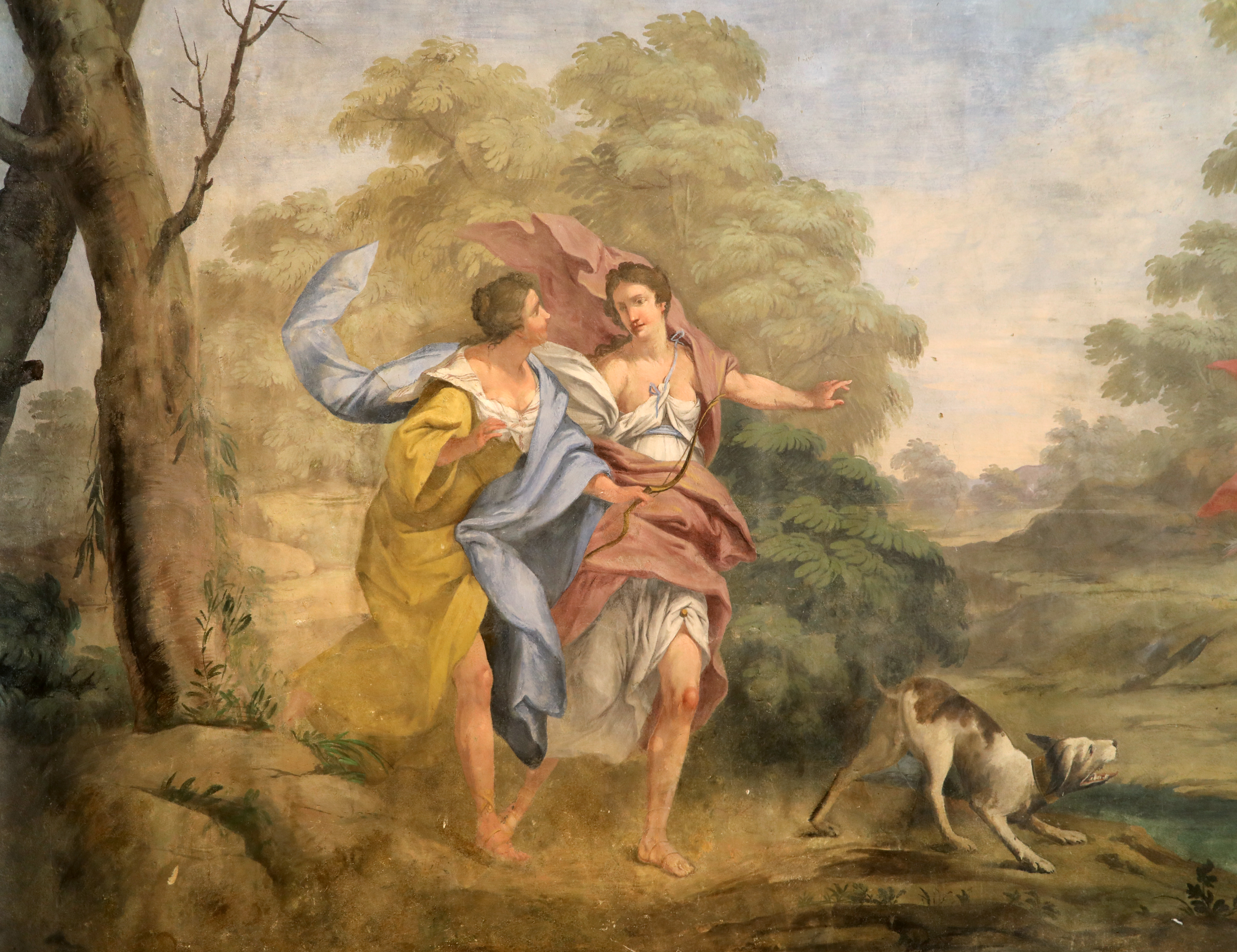
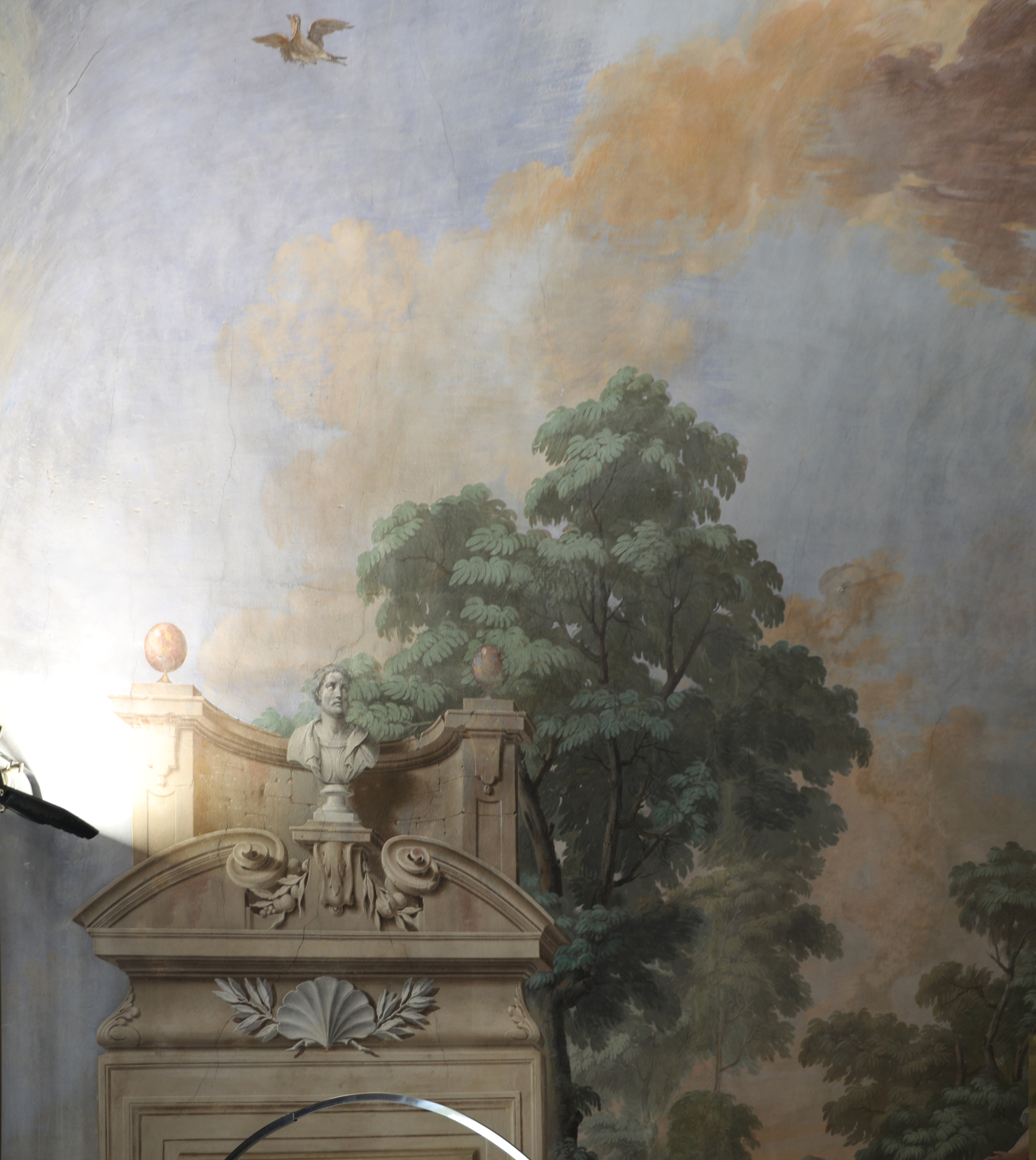
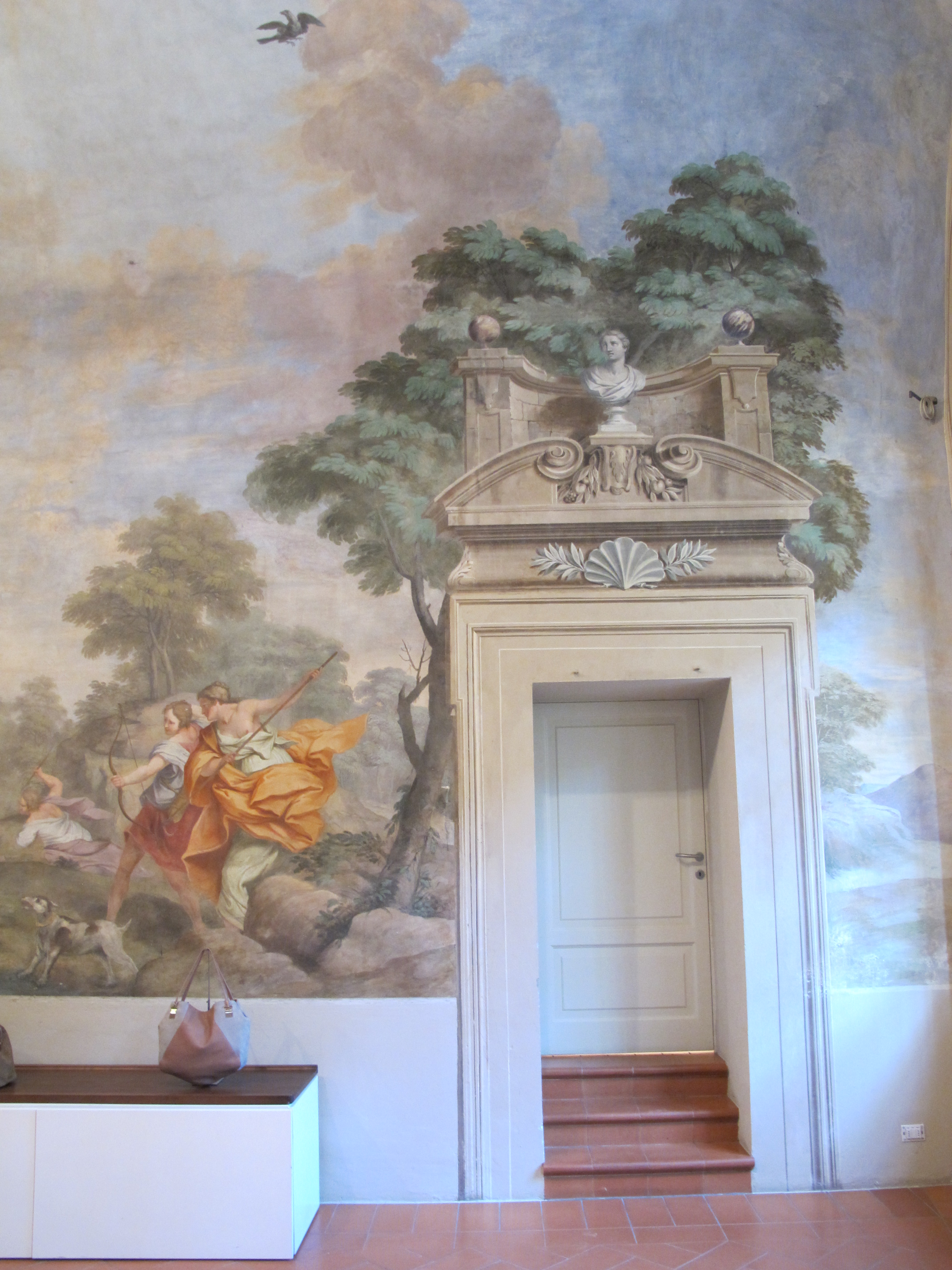